# هاروتیون چوغوریان
هاروتیون گریگوری چوغوریان (ارمنی: Հարություն Գրիգորի Ճուղուրյան؛ زادهٔ ۲۴ اکتبر ۱۸۶۴ - درگذشته ۲۸ ژانویهٔ ۱۹۳۸)، رمان‌نویس و مربی تربیتی اهل ارمنستان بود.

## زندگی‌نامه
وی در ۲۴ اکتبر ۱۸۶۴ در روستای ایجوان به دنیا آمد و در سال ۱۸۹۰ از مدرسه نرسیسیان در تفلیس فارغ‌التحصیل شد. چوغوریان از سال ۱۹۳۴ عضو اتحادیه نویسندگان شوروی بود.  وی در ۲۸ ژانویهٔ ۱۹۳۸ در سن ۷۳ سالگی در ایروان درگذشت و در آرامستان مرکزی ایروان (توخماخ) به خاک سپرده شد.